# Philippine International 1975
Il Philippine International 1975 è stato un torneo di tennis giocato sul cemento. È stata la 3ª edizione del Philippine International facente parte del Commercial Union Assurance Grand Prix 1975. Si è giocato a Manila dal 27 ottobre al 2 novembre 1975.

## Campioni

### Singolare
Ross Case ha battuto in finale  Corrado Barazzutti con il punteggio di 6–2, 6–1

### Doppio
Ross Case /  Geoff Masters hanno battuto in finale  Syd Ball /  Kim Warwick con il punteggio di 6–1, 6–2